# Charles-Adzir Trouillot
Pour les articles homonymes, voir Trouillot.
 (décembre 2012).

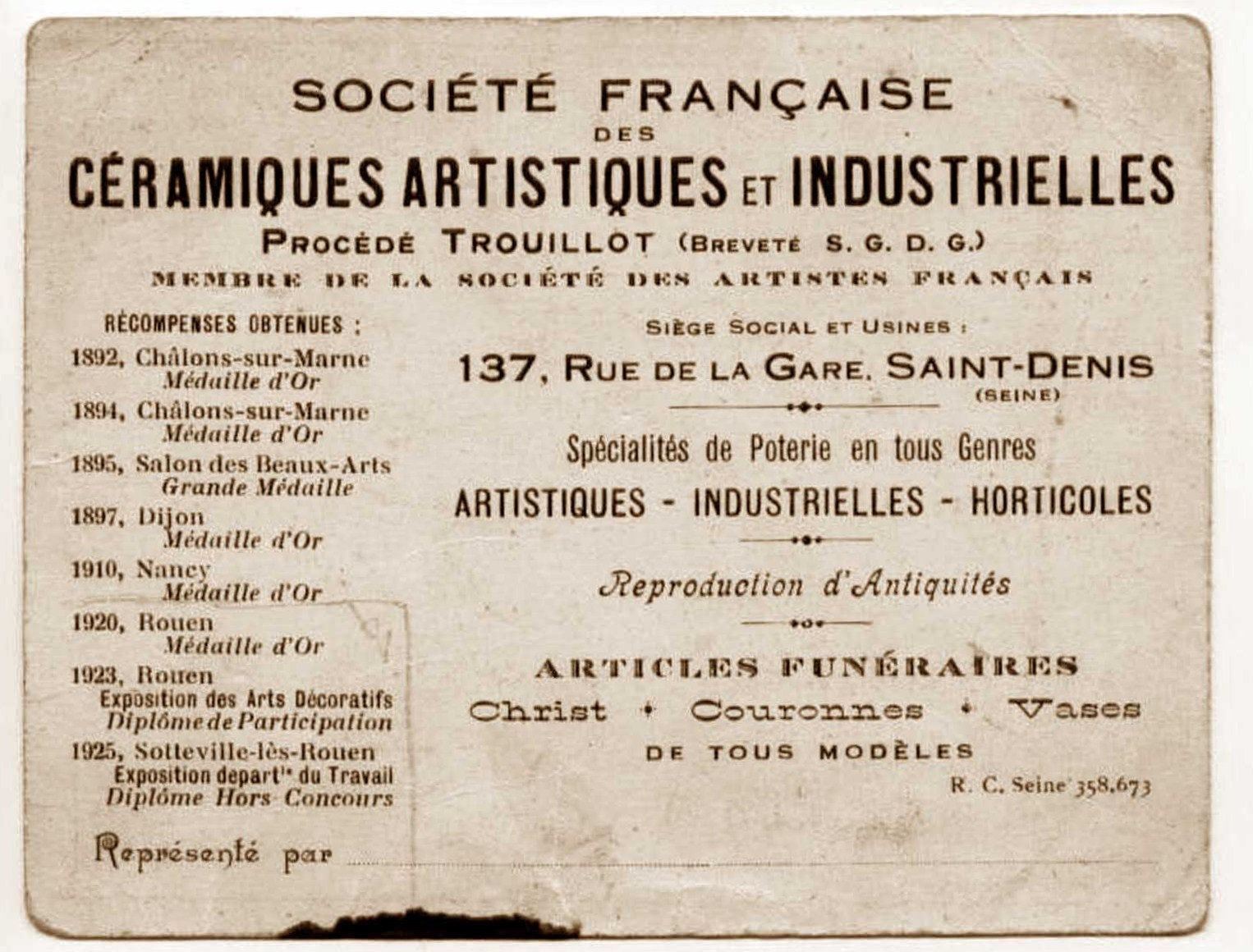
Carte de la Société française des céramiques artistiques et industrielles à Saint-Denis, vers 1930, collection P.Monier

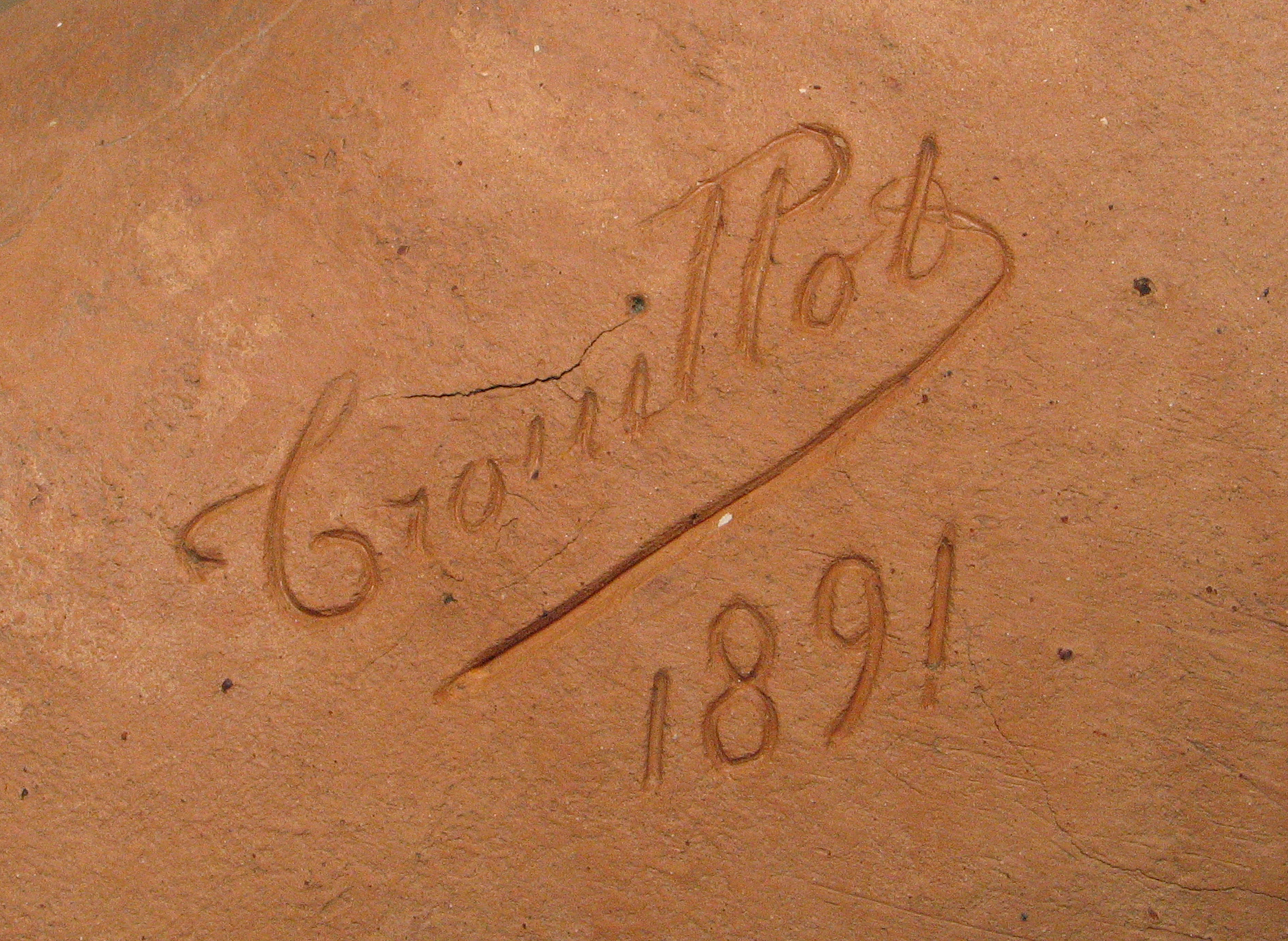
Signature de Charles-Adzir Trouillot. Collection P.Monier

Charles-Adzir Trouillot, né le 5 juin 1859 à Burey-en-Vaux, mort le 21 novembre 1933 à Montmorency, est un sculpteur, modeleur et faïencier français.

## Biographie
Charles-Adzir Trouillot est le fils de Jules-Nicolas Trouillot, tailleur d'habits, et de Françoise-Euphrasie Thouvenin. Il est apparenté par sa grand-mère paternelle à une famille de sculpteurs lorrains : les Toussaint. Le village de Mauvages, dans la Meuse, est le creuset de la famille Trouillot, tout au moins à partir du XVIIe siècle. L'étude généalogique révèle également une filiation avec la famille de Vouthon, patronyme de la mère de Jeanne d'Arc, en la personne d'Anne de Vouthon (1634-1724).
Le 24 février 1885, Charles-Adzir Trouillot épouse Marie-Clarisse Stennevin, une jeune veuve de 26 ans, ouvrière en robes, rencontrée alors qu'il effectue son service militaire à Châlons-sur-Marne, sous l'uniforme du 106e régiment d'infanterie.
Le jeune couple s'installe à Châlons-sur-Marne. Charles-Adzir Trouillot exerce alors la profession de manouvrier, mais est passionné depuis toujours par le dessin et attiré par la sculpture.
C'est entre 1885 et 1890 que se manifeste la vocation artistique de Charles-Adzir Trouillot.
En juillet 1890, la commission des beaux-arts de la ville se rend à l'atelier de l'artiste, 43 rue de l'Arquebuse à Châlons-sur-Marne. Le rapporteur de la Commission rédige un rapport enthousiaste. À la suite de cette visite et à la demande de la commission des beaux-arts, Trouillot écrit une lettre de présentation où il définit son approche artistique :
« L'idée de l'art a toujours été chez moi depuis mon plus jeune âge et n'ayant jamais eu les ressources nécessaires pour les poursuivre par des études, ce n'est qu'au commencement de l'année 1889 que je me suis hasardé à entreprendre sérieusement la sculpture après avoir fait quelques dessins de moi-même, toujours dans l'ombre, seul à moi-même sans maître ni principe. Ce n'est donc que par le travail et la passion de l'art que je suis parvenu à me perfectionner et à exécuter quelques bustes à Châlons… »
La médaille d'or décernée en 1890 par la commission des beaux-arts de Châlons-sur-Marne est la première d'une longue série. C'est le début de la notoriété de l'artiste. Les notables de la région, le « Comité du souvenir français » et l'État lui passent de nombreuses commandes.
Vers 1895, la famille s'installe à Dijon et l'artiste ouvre un atelier au 46 rue Monge. Cette même année, il expose au Salon de la Société des artistes français, à Paris, et se voit décerner la « Grande Médaille » de la Société pour une sculpture intitulée : Vas-y des dix !, suivie par une médaille d'or au Salon de la Société des Amis des Arts de Dijon, en 1897. Le tournant du siècle marque aussi un tournant dans la vie de l'artiste : à la suite de déboires conjugaux, Charles-Adzir Trouillot quitte la Bourgogne et s'établit en 1899 à Lunéville, où il apprend le métier de modeleur aux faïenceries Keller et Guérin. Remarié en 1910, Charles-Adzir Trouillot quitte Lunéville en 1911, à la suite du décès de sa nouvelle épouse.
Installé à Amiens, il tente une brève expérience de cabaretier vers 1912, puis s'associe à M. Marque pour y créer la "Faïencerie picarde" en 1915, qui allait devenir la Céramique d'art de Montières en 1917. C'est à Rouen que l'on retrouve l'artiste lorrain, en 1920, année où il dépose un brevet d'invention pour un procédé de «graphite cérame», un mélange original dans le domaine de la céramique. Il devient directeur technique et administrateur des « Établissements céramiques de Rouen », une entreprise dont il est également le cofondateur. La même année, il remporte une médaille d'or au Salon artistique de Rouen.
Un nouveau brevet d'invention est déposé en 1923, relatif à un nouveau mélange pour produits céramiques.
Vers la fin de sa vie, Charles-Adzir Trouillot est toujours membre de la Société des Artistes Français. Il crée et dirige la « Société française des Céramiques Artistiques et Industrielles » à Saint-Denis. 
Il s'installe ensuite à Montmagny avec sa dernière compagne, mais les affaires périclitent et il meurt, ruiné, d'une crise d'urémie à l'hôpital de Montmorency le 21 novembre 1933.
Le lieu de sa sépulture reste un mystère.

## Œuvres dans les collections publiques

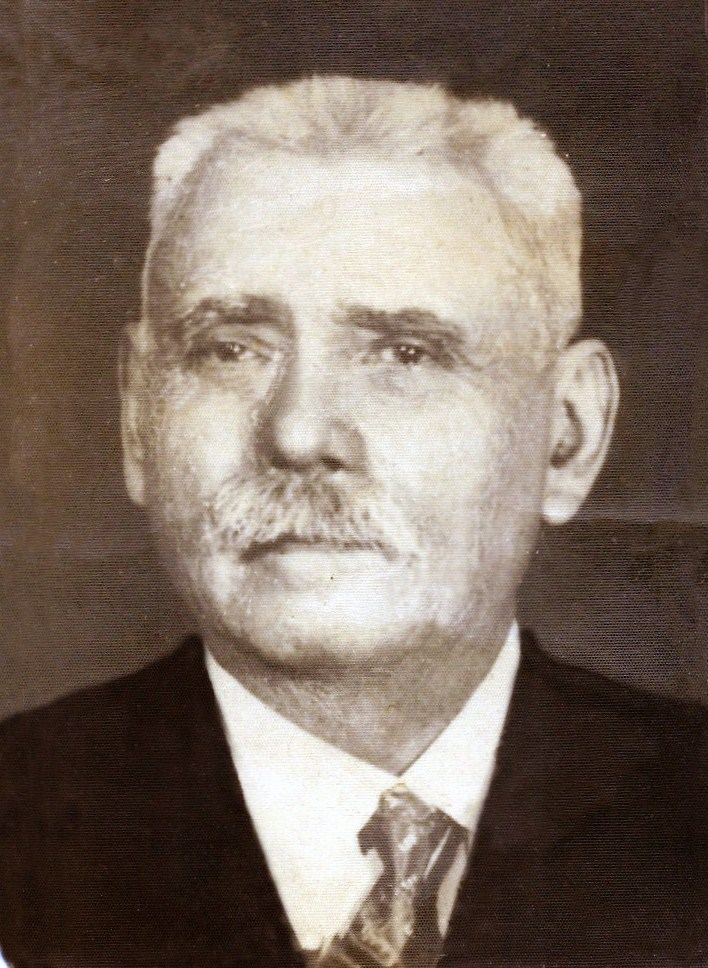
Charles-Adzir Trouillot vers la fin de sa vie. Collection P.Monier

- Musée des beaux-arts et d'archéologie de Châlons-en-Champagne
  - L'Abbé Champenois, 1890, terre cuite
  - Dr Charles Mohen, 1891, terre cuite
  - Général Lochet, 1893, terre cuite
  - Général Camus, 1893, terre cuite
  - La Marseillaise, vers 1893, terre cuite
  - Général de Liniers, 1893, terre cuite
  - Général Le Fol, 1894, terre cuite
  - Général Tirlet, 1894, terre cuite
  - Départ d'Ogier d'Anglure pour la croisade (bas-relief), 1894, terre cuite
  - Général Mayran de Chamisso, 1894, terre cuite
  - Vas-y des dix, groupe, vers 1895, terre cuite
  - Charles Picot, 1895, terre cuite
  - Dr Dorin, 1895, terre cuite
  - Jules Garinet, 1895, terre cuite

- Musée de l'Histoire de France du Château de Versailles
  - Général Faidherbe, 1891, marbre
  - Eugène Bethmont, 1892, marbre[1]